# Кейтлін Рейгал
Кейтлін Рейгал  (англ. Caitlin Regal, 9 лютого 1992) — новозеландська веслувальниця, олімпійська чемпіонка, 2020 року, чемпіонка світу.

## Виступи на Олімпіадах
| Олімпіада           | Дисципліна                    | Місце |
| ------------------- | ----------------------------- | ----- |
| Ріо-де-Жанейро 2016 | байдарка-четвірка, 500 метрів | 5     |
| Токіо 2020          | байдарка-одиночка, 500 метрів | 9     |
| Токіо 2020          | байдарка-двійка, 500 метрів   | 1     |